# Schmalenfeld
Schmalenfeld ist eine Ortschaft in der Gemeinde Wipperfürth im Oberbergischen Kreis im Regierungsbezirk Köln in Nordrhein-Westfalen (Deutschland).

## Lage und Beschreibung
Der Ort liegt im Westen der Stadt Wipperfürth. Im Süden der Ortschaft entspringt ein Nebengewässer des Bochener Baches, der Schmalenfelder Siefen. Nachbarorte sind Bochen, Isenburg, Kleppersfeld und Wüstemünte.
Politisch wird Schmalenfeld durch den Direktkandidaten des Wahlbezirks 17.1 (171) Hämmern im Rat der Stadt Wipperfürth vertreten.

## Geschichte
Die Topographische Aufnahme der Rheinlande von 1825 zeigt auf umgrenztem Hofraum unter dem Namen „Schmalenfeld“ zwei getrennt voneinander liegende Grundrisse.
Der Feldweg von Schmalenfeld nach Isenburg in südwestlicher Richtung ist eine alte Hohlweg-Verbindung, die schon in der Preußischen Uraufnahme zu finden ist.
Im Garten des Fachwerkhofes Schmalenfeld 1 steht ein Wegekreuz aus Sandstein, das unter Denkmalschutz steht und in das Jahr 1892 datiert.

## Busverbindungen
Über die Haltestelle Hämmern der Linie 336 (VRS/OVAG) ist Schmalenfeld an den öffentlichen Personennahverkehr angebunden.

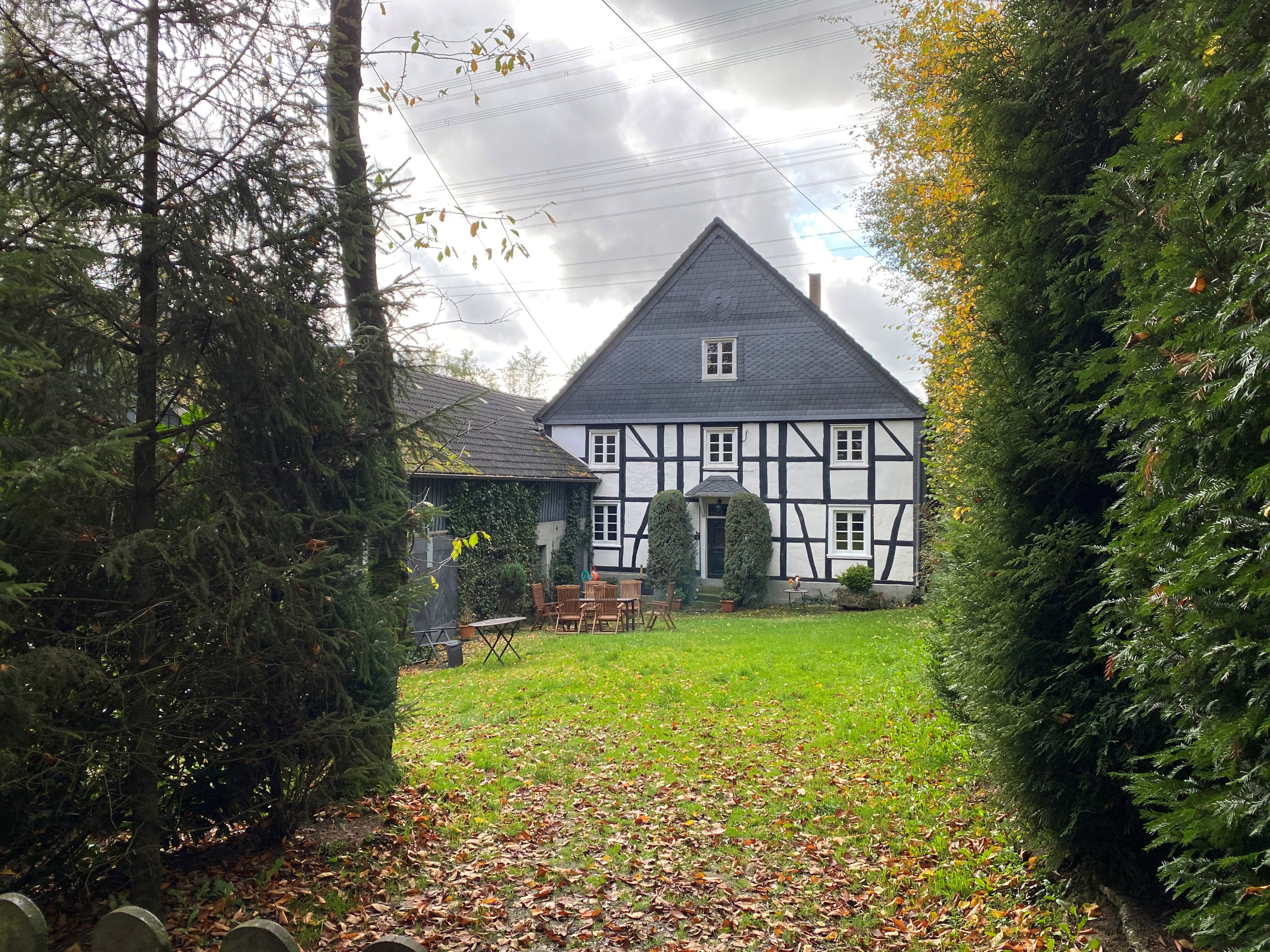
Fachwerkhof Schmalenfeld 1
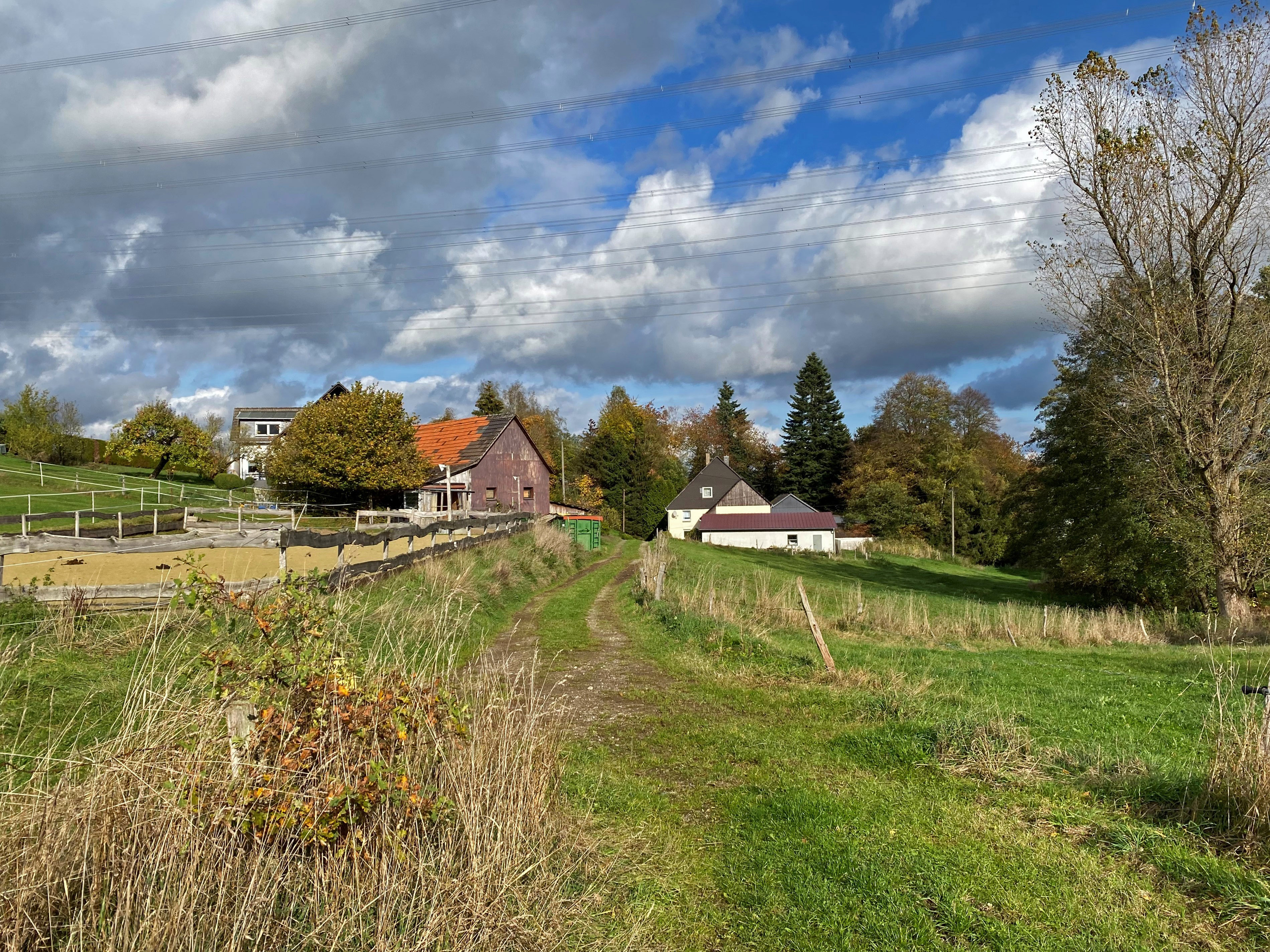
Schmalenfeld
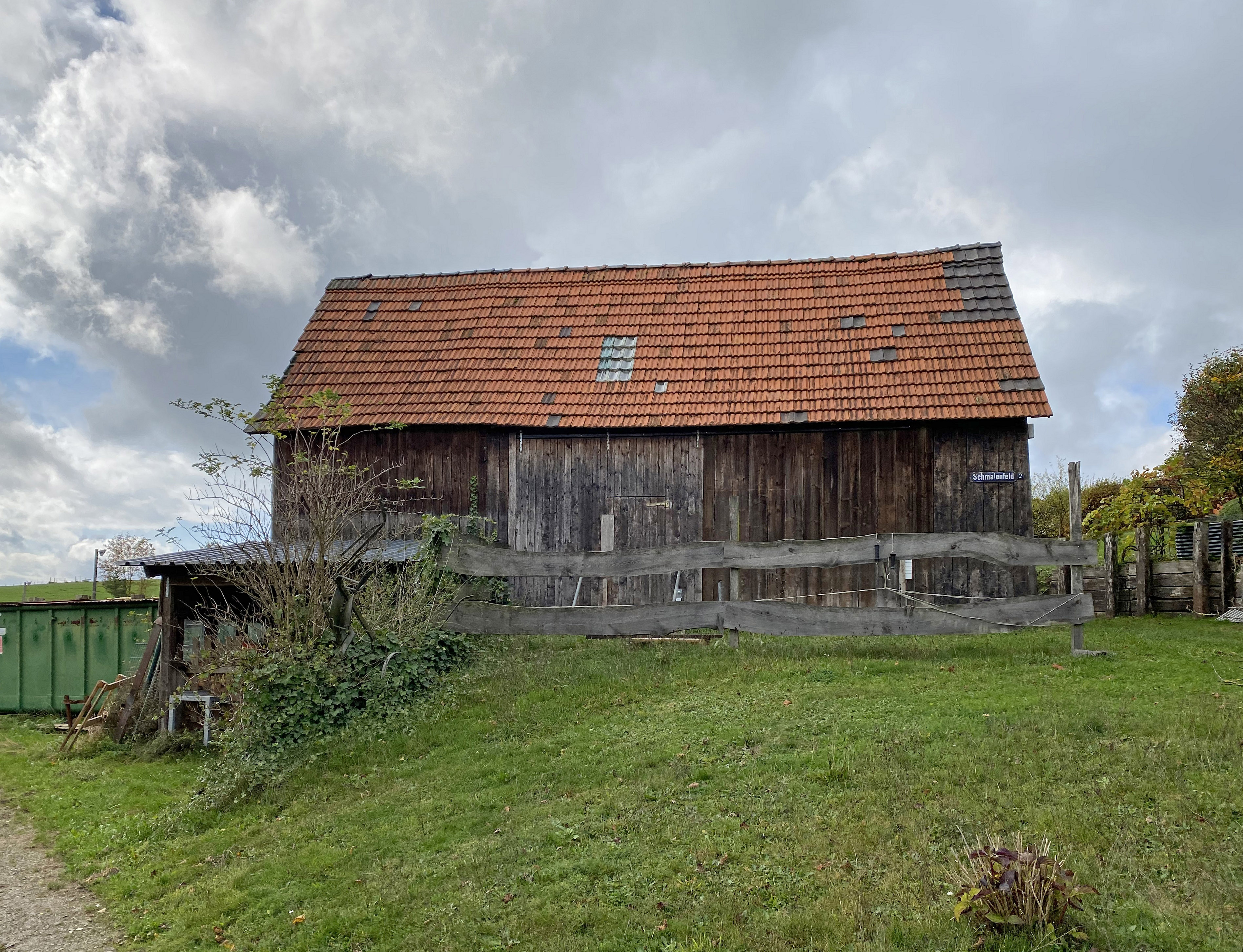
Holzscheune
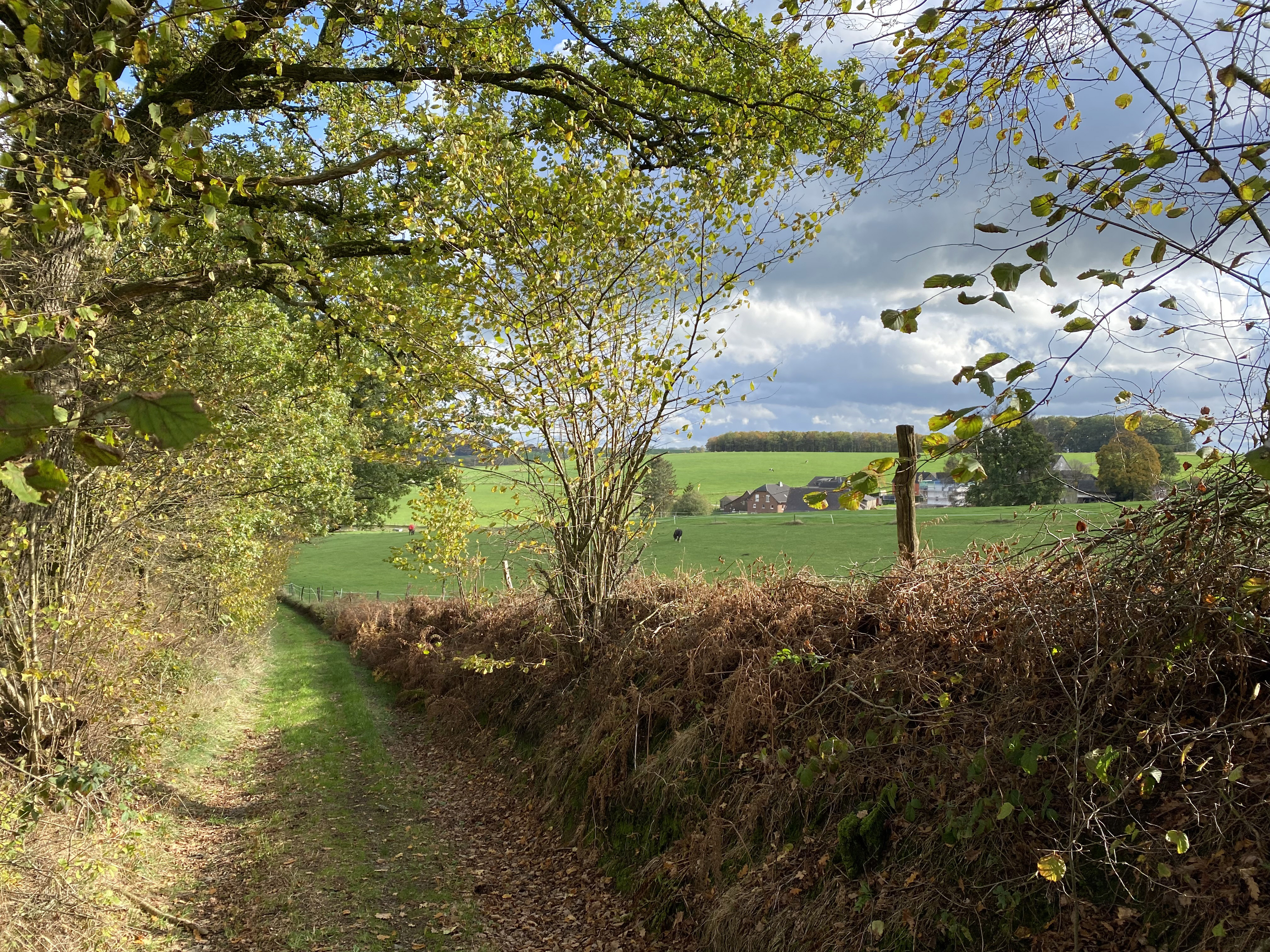
Alter Hohweg von Schmalenfeld nach Isenburg